# Salimata Fofana
Pour les articles homonymes, voir Fofana.
Salimata Fofana, née le 17 août 1997, est une judokate ivoirienne.

## Carrière
Salimata Fofana est médaillée de bronze dans la catégorie des moins de 52 kg aux Jeux africains de 2015 à Brazzaville, aux championnats d'Afrique de judo 2016 à Libreville, aux championnats d'Afrique 2019 au Cap et aux championnats d'Afrique 2020 à Antananarivo. Elle obtient la médaille d'argent dans cette même catégorie aux championnats d'Afrique 2021 à Dakar.